# 海法·曼蘇爾
海法·曼蘇爾（阿拉伯语：‎，1974年8月10日—）是沙特阿拉伯史上第一位電影女导演。出生於利雅得省。她拍攝的2012年电影《腳踏車大作戰》（Wadjda）是第一部完全在沙特阿拉伯拍攝的故事長片和第一部由女性阿拉伯導演所導的長片。拍摄期间，因为沙特的保守民风，她只能在车里透过对讲机指导工作人员。

## 早年生活
她的父亲是诗人Abdul Rahman Mansour。曼蘇爾的父亲共有12名孩子，而海法是他第八名孩子。她在沙特东部哈薩綠洲成长。
沙特政府在1983年开始禁止电影院（直至2018年才解除禁令），曼蘇爾透过父亲租借的VHS录像带接触不同的电影。她最喜欢的演员包括成龙。
曼蘇爾毕业于開羅美國大學，主修對比文學。她后来随丈夫移居澳大利亚期间在悉尼大學取得碩士學位。

## 个人生活
曼蘇爾已婚并育有一子一女。她的丈夫Brad Niemann是美国外交官，在沙特工作时认识了曼蘇爾。